# Dietrich Ebeling
Dietrich Ebeling (* 18. November 1950 in Dortmund) ist ein deutscher Historiker.
Ebeling studierte von 1971 bis 1976 Geschichte und Soziologie an der Universität Bielefeld. 1977/1978 war er Wissenschaftlicher Abteilungsleiter beim Historischen Archiv der Stadt Köln. Von 1979 bis 1987 arbeitete er als Wissenschaftlicher Assistent an der Fakultät für Geschichtswissenschaft der Universität Bielefeld und wurde 1982 ebenda promoviert. 1990 folgte die Habilitation an der Universität Trier. Seit 1993 war er dort Professor für Sozial- und Wirtschaftsgeschichte.
Ebelings Forschungsschwerpunkt ist die Sozial- und Wirtschaftsgeschichte in der Frühen Neuzeit sowie die Kartographie.

## Schriften (Auswahl)
Monographien
- Bürgertum und Pöbel. Wirtschaft und Gesellschaft Kölns im 18. Jahrhundert (= Städteforschung, Reihe A, Bd. 26), Köln/Wien 1987.
- Der Holländerholzhandel in den Rheinlanden während des 17. und 18. Jahrhunderts. Zu den Handelsbeziehungen zwischen den Niederlanden und dem westlichen Deutschland (= Vierteljahrschrift für Sozial- und Wirtschaftsgeschichte, Beiheft 101), Stuttgart 1992.
- Bingen in der Geschichte des 19. Jahrhunderts (1815–1870/71). Vom Ende der Napoleonischen Zeit bis zum Beginn des Kaiserreiches. Bad Kreuznach 2017.

Herausgeberschaften
- mit Franz Irsigler: Getreideumsatz, Getreide- und Brotpreise in Köln 1368–1797, 2 Bde. (= Mitteilungen aus dem Stadtarchiv von Köln, Heft 65 u. 66), Köln/Wien 1976/77.
- mit Wolfgang Mager: Protoindustrie in der Region. Europäische Gewerbelandschaften vom 16. bis 19. Jahrhundert (= Studien zur Regionalgeschichte, Bd. 9), Bielefeld 1998.
- Historisch-thematische Kartographie. Konzepte, Methoden, Anwendungen, Bielefeld 1999.
- Aufbruch in eine neue Zeit. Gewerbe, Staat und Unternehmer in den Rheinlanden des 18. Jahrhunderts. Köln 2000.
- Landesgeschichte als multidisziplinäre Wissenschaft. Festgabe für Franz Irsigler zum 60. Geburtstag. Trier 2001.